# Germania superiore
La Germania superiore (dal latino: Germania superior) era una provincia dell'impero romano che comprendeva territori dell'attuale Svizzera, Germania e Francia.

## Statuto
La Germania Superior, inizialmente organizzata in provincia imperiale romana tra l'85 ed il 90 d.C., comprendeva vasti territori appartenuti in precedenza alla Gallia Belgica. In quest'ultima venne incluso anche il territorio occupato dagli Elvezi, regione di confine racchiusa tra l'alto corso del Reno e l'alto corso del Danubio, ossia la regione degli Agri Decumates. La provincia venne affidata ad un legatus Augusti pro praetore.
Uno dei primi e più famosi governatori della provincia fu Traiano, che amministrò la Germania Superior attorno al 98 d.C., anno della sua adozione a succedere a Nerva quale nuovo imperatore di Roma.
Nella successiva riorganizzazione tetrarchica voluta da Diocleziano (fine del III secolo), la Germania superiore divenne parte della Diocesi delle Gallie con il nuovo nome di Germania I.
| EVOLUZIONE DELLE PROVINCE GERMANICHE     | EVOLUZIONE DELLE PROVINCE GERMANICHE   | EVOLUZIONE DELLE PROVINCE GERMANICHE   | EVOLUZIONE DELLE PROVINCE GERMANICHE    | EVOLUZIONE DELLE PROVINCE GERMANICHE    | EVOLUZIONE DELLE PROVINCE GERMANICHE    | EVOLUZIONE DELLE PROVINCE GERMANICHE    | EVOLUZIONE DELLE PROVINCE GERMANICHE    | EVOLUZIONE DELLE PROVINCE GERMANICHE    |
| ---------------------------------------- | -------------------------------------- | -------------------------------------- | --------------------------------------- | --------------------------------------- | --------------------------------------- | --------------------------------------- | --------------------------------------- | --------------------------------------- |
| prima della conquista romana             | Gallia transalpina (Galli)             | Gallia transalpina (Galli)             | Gallia transalpina (Galli)              | Gallia transalpina (Galli)              | Gallia transalpina (Galli)              | Gallia transalpina (Galli)              | Germania Magna (Germani)                | Germania Magna (Germani)                |
| dal 50 a.C.                              | Gallia Belgica                         | Gallia Belgica                         | Gallia Belgica                          | Gallia Celtica                          | Gallia Celtica                          | Gallia Celtica                          | Germania Magna (Germani)                | Germania Magna (Germani)                |
| dal 16 a.C.                              | Gallia Belgica (ampliata)              | Gallia Belgica (ampliata)              | Gallia Belgica (ampliata)               | Gallia Belgica (ampliata)               | Gallia Belgica (ampliata)               | Gallia Belgica (ampliata)               | Germania Magna (Germani)                | Germania Magna (Germani)                |
| dal 9 a.C. al 5 d.C.                     | Gallia Belgica                         | Gallia Belgica                         | Germania (distr.militare fino al Weser) | Germania (distr.militare fino al Weser) | Germania (distr.militare fino al Weser) | Germania (distr.militare fino al Weser) | Germania (distr.militare fino al Weser) | Germania (distr.militare fino al Weser) |
| dal 5 al 9 d.C.                          | Gallia Belgica                         | Gallia Belgica                         | provincia di Germania (fino all'Elba)   | provincia di Germania (fino all'Elba)   | provincia di Germania (fino all'Elba)   | provincia di Germania (fino all'Elba)   | provincia di Germania (fino all'Elba)   | provincia di Germania (fino all'Elba)   |
| dal 17 d.C.                              | Gallia Belgica (di cui facevano parte) | Gallia Belgica (di cui facevano parte) | Germania inf. (distr.militare)          | Germania inf. (distr.militare)          | Germania sup. (distr.militare)          | Germania sup. (distr.militare)          | Germania Magna (andata perduta)         | Germania Magna (andata perduta)         |
| dall'83                                  | Gallia Belgica                         | Gallia Belgica                         | Germania inferiore (scorporata)         | Germania inferiore (scorporata)         | Germania superiore (scorporata)         | Germania superiore (scorporata)         | Germania Magna (Germani)                | Germania Magna (Germani)                |
| con la riforma di Diocleziano            | Belgica I                              | Belgica II                             | Germania I                              | Germania I                              | Germania II                             | Germania II                             | Germania Magna (Germani)                | Germania Magna (Germani)                |
| da Costantino I (324) a Teodosio I (395) | Belgica I                              | Belgica II                             | Germania I                              | Germania I                              | Germania II                             | Germania II                             | Germania Magna (Germani)                | Germania Magna (Germani)                |

## Storia

### Da Cesare alla fine della Repubblica (58-30 a.C.)

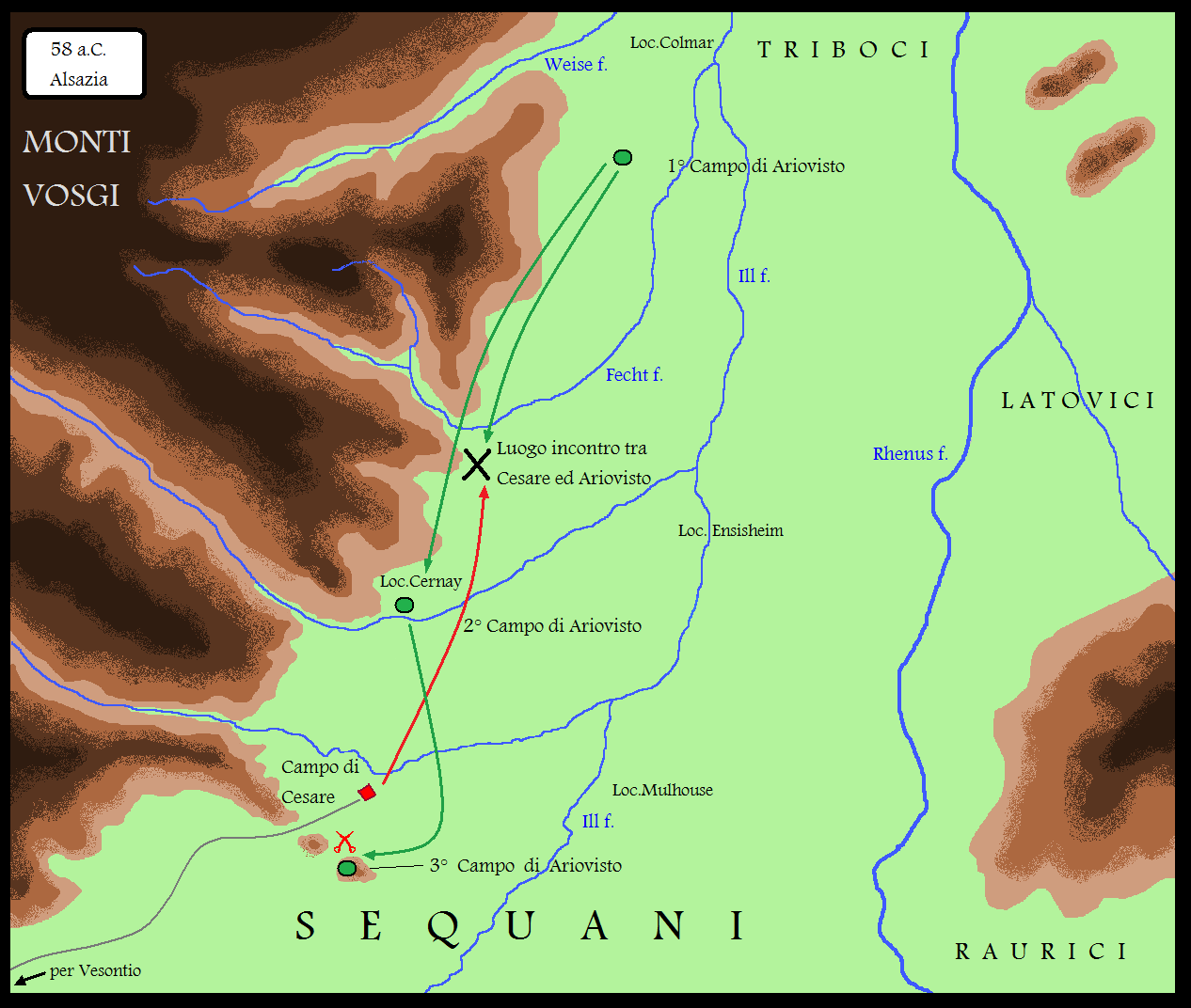
La campagna militare di Gaio Giulio Cesare in Alsazia contro Ariovisto nel 58 a.C.

I territori delle future province di Germania inferiore e superiore entrarono nella sfera di influenza romana ai tempi della conquista della Gallia di Gaio Giulio Cesare degli anni 58 e 57 a.C. Si racconta infatti, che Cesare, una volta battuti gli Elvezi, rivolse la sua attenzione all'invasore della Gallia: le popolazioni germaniche, comandate dal re Ariovisto. Quest'ultimo aveva invaso, insieme alle sue genti, i territori della riva sinistra del Reno, fin dal 72 a.C., insieme alle popolazioni sveve provenienti dalle vallate dei fiumi Neckar e Meno. Nel corso degli anni le popolazioni germaniche che avevano passato il Reno erano cresciute in numero fino a raggiungere rapidamente le 120.000 unità, ma Cesare alla fine ebbe la meglio riuscendo a batterle in Alsazia, in una piana ai piedi dei monti Vosgi, oggi compresa tra le città di Mulhouse e Cernay (nel 58 a.C.).
I Germani al termine di uno scontro assai cruento, furono sconfitti e massacrati dalla cavalleria romana mentre cercavano di attraversare il fiume, e lo stesso Ariovisto scampò a stento alla morte, riuscendo a guadare il Reno insieme a pochi fedeli.
Da questo momento Ariovisto scomparve dalla scena storica. Cesare, respingendo gli Suebi al di là del Reno, trasformò questo fiume in quella che sarebbe stata la barriera naturale dell'Impero per i successivi quattro-cinque secoli.

### La conquista di Rezia, Vindelicia eGermania Magnasotto Augusto (30 a.C.-9 d.C.)

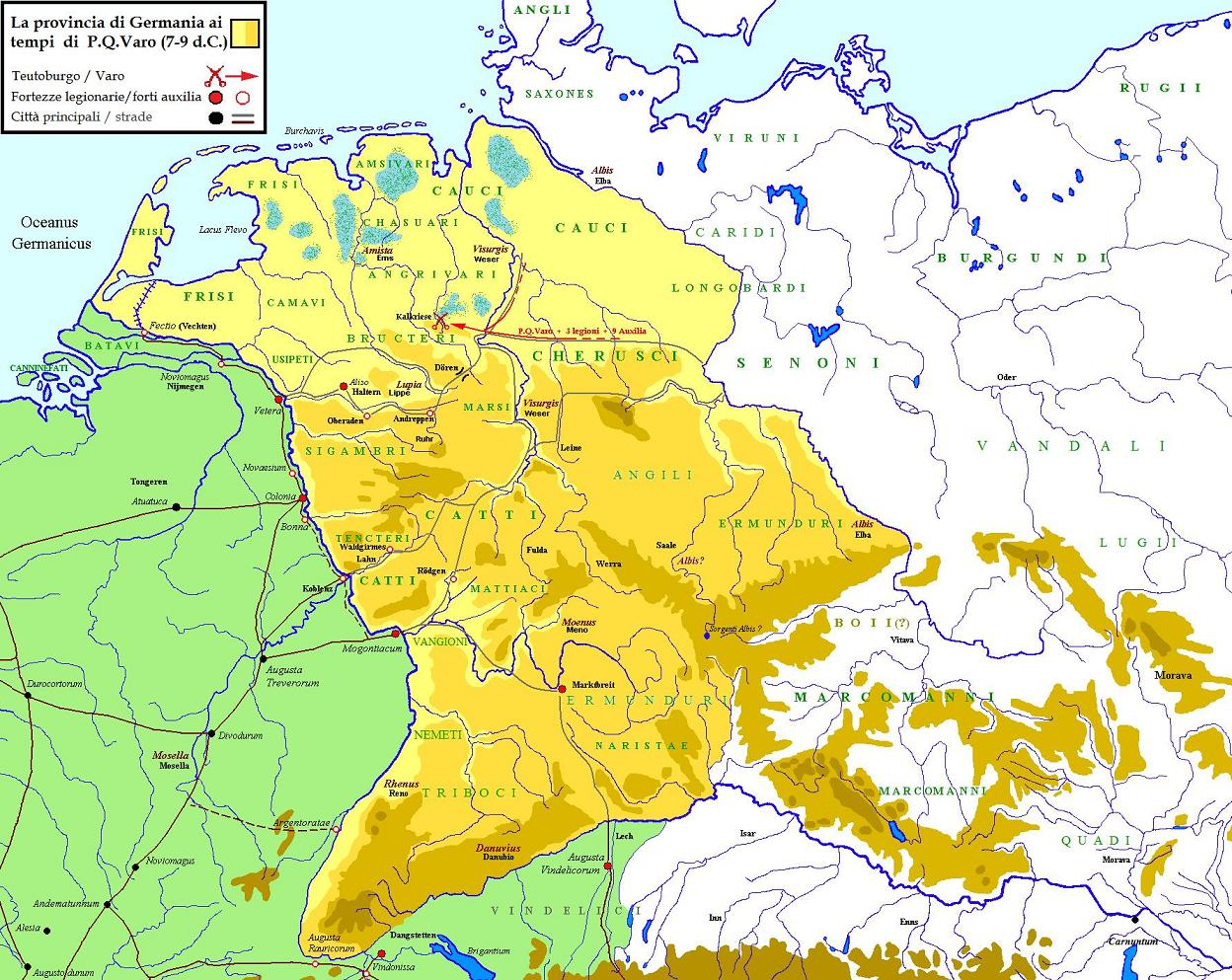
La provincia romana di Germania Magna nel 9.

Le popolazioni germaniche avevano più volte tentato di passare il Reno con grave danno per le province galliche: nel 38 a.C. (anno in cui gli alleati germani, Ubi, furono trasferiti in territorio romano), nel 29 a.C. da parte dei Suebi e nel 17 a.C. ad opera di Sigambri e dei loro alleati Tencteri ed Usipeti (in questo caso causando la sconfitta del proconsole Marco Lollio e la perdita delle insegne legionarie della legio V Alaudae). Augusto recatosi in Gallia nel 16 a.C. insieme al figlio adottivo, Tiberio, ritenne fosse giunto il momento di annettere la Germania, come aveva fatto suo padre adottivo, Gaio Giulio Cesare con la Gallia. Desiderava spingere i confini dell'Impero romano più ad est, spostandoli dal fiume Reno fino al fiume Elba. Prima però fu necessario occupare tutti i territori alpini, della Vindelicia e Rezia, con una serie di campagne militari (dal 26 all'8 a.C.) condotte anche dagli stessi figliastri dell'imperatore, Tiberio e Druso maggiore.
Così, dopo la morte di Marco Vipsanio Agrippa, il comando delle operazioni fu affidato, prima al secondo figliastro dell'imperatore Augusto, Druso maggiore, poi al fratello maggiore di Druso, Tiberio. A loro il difficile compito di sottomettere le popolazioni dell'intera Germania. Le armate romane percorsero i territori della Germania libera partendo dai castra principali di Castra Vetera e Mogontiacum. E dopo un'iniziale sottomissione di tutti i territori germanici e loro costituzione in provincia romana (con esclusione della sola Boemia dei Marcomanni di Maroboduo), furono sconfitti e cacciati in modo irreparabile e definitivo nel 9. Tre intere legioni furono distrutte nella selva di Teutoburgo, il limes fu ritirato ancora una volta ad ovest del fiume Reno, mentre le due zone delle future province di Germania inferiore e superiore (dall'85/90 circa) andarono a costituire importanti aree militarizzate a difesa di questo tratto di frontiera.

### Da Germanico alla rivolta dei Batavi (14-70)

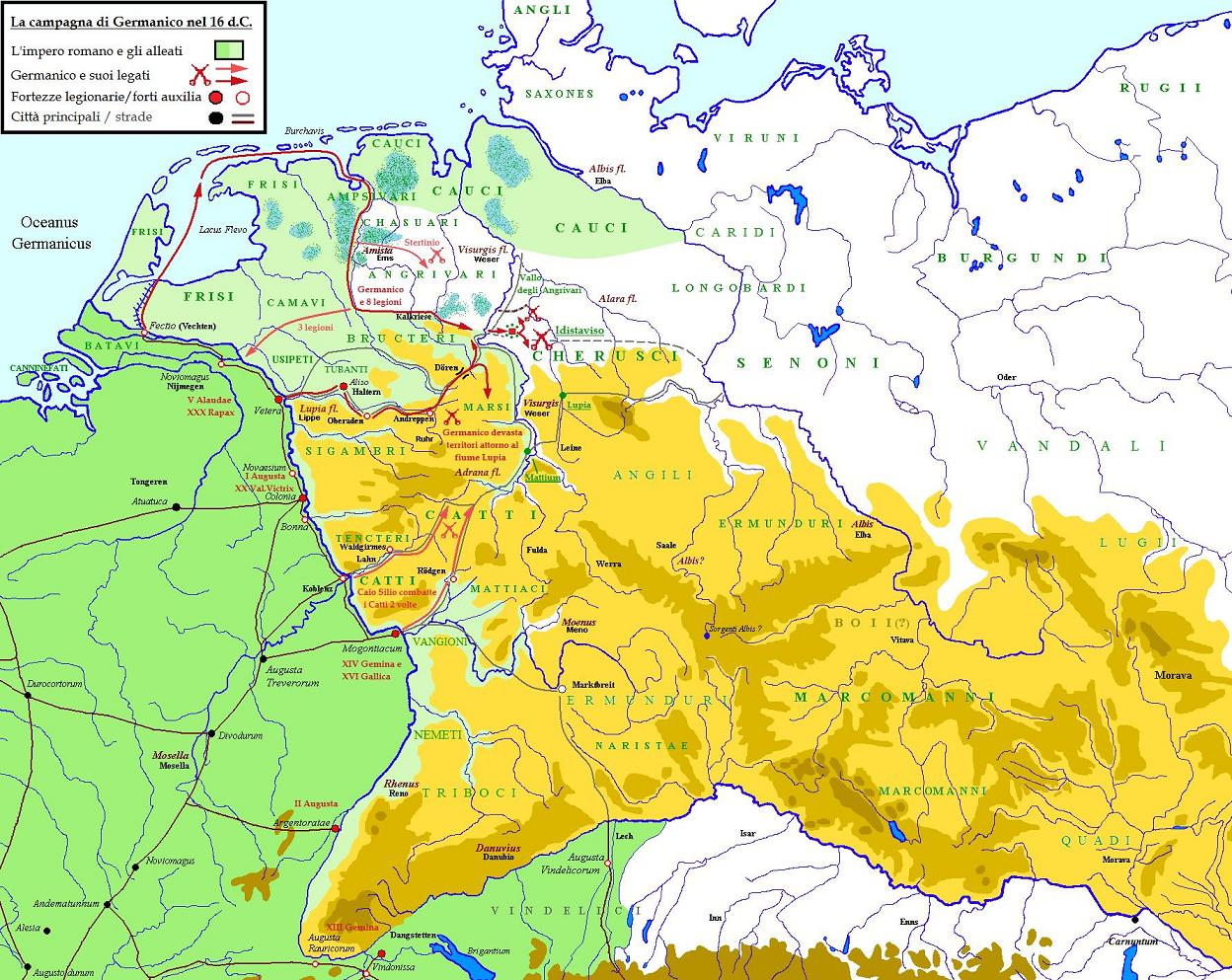
L'ultima campagna militare di Germanico del 16 d.C.

Tutta la zona tra il Reno e l'Elba era andata definitivamente perduta e neppure le azioni intraprese da Tiberio negli anni 10-11, poterono ripristinare quanto era stato così faticosamente conquistato in vent'anni di campagne militari precedenti. Il confine naturale sarebbe tornato definitivamente al fiume Reno, e nessun altro imperatore avrebbe tentato una nuova impresa tanto difficile e dispendiosa, come aveva provato Augusto durante questo ventennio.
Vi fu un nuovo tentativo pochi anni più tardi da parte del figlio di Druso, Germanico, più che altro volto a vendicare l'onore di Roma, ma nulla di più (nel 14-16). Tiberio, infatti, malgrado le aspettative del giovane generale, ritenne di rinunciare a nuovi piani di conquista di quei territori, poiché la Germania, era risultata una terra selvaggia e primitiva, inospitale, ricoperta da immense paludi e fitte foreste, con limitate risorse naturali (a quel tempo conosciute) e, quindi, non particolarmente appetibile da un punto di vista economico. Tiberio decise, pertanto, di sospendere ogni attività militare oltre il Reno, lasciando che fossero le stesse popolazioni germaniche a sbrigarsela, combattendosi tra loro.
Con la fine del regno di Nerone e la guerra civile scatenata per la sua successione, lungo il basso corso del Reno, alcune unità ausiliarie germaniche, i Batavi si ribellavano e cercavano l'indipendenza. La rivolta fu soffocata nel sangue dalle legioni delle province di Germania inferiore e superiore.

### I Flavi (70-96)
Un legato della Germania Superiore, un certo Gneo Pinario Cornelio Clemente ricevette le insegne trionfali per imprese vittoriose in Germania nel 74, ed una pietra miliare trovata ad Offenburg, poco ad est del Reno, attesta la costruzione di una via che da Argentoratae conduceva alla Rezia. Fu solo sotto Domiziano che furono acquisiti nuovi territori, tra le alte valli di Reno e Danubio, a seguito delle campagne condotte dai suoi generali negli anni 83-85 (i cosiddetti Agri Decumates), tanto da determinare la necessità di creare due nuove province attorno all'85/90: la Germania inferiore e quella superiore.

### Fine del II secolo / prima metà del III secolo: le prime invasioni germaniche

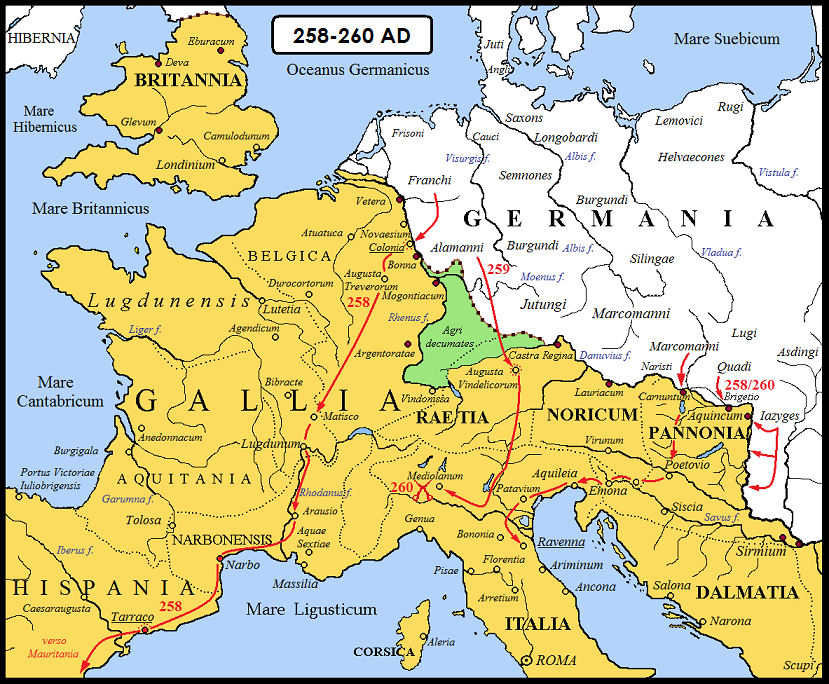
Invasioni in Occidente di Franchi, Alamanni, Marcomanni, Quadi, Iazigi e Roxolani degli anni 258-260.

Il legatus legionis di Mogontiacum (Magonza), Didio Giuliano (futuro imperatore), riuscì a respingere una nuova incursione di Catti (forse alleati con gli Ermunduri), mentre i Cauci portavano devastazione lungo il litorale della Gallia Belgica e della Germania inferiore (negli anni 170-172, durante il secondo grande conflitto con le popolazioni suebo-sarmatiche).
Con l'inizio del III secolo gli sfondamenti del limes germanico-retico andarono sempre più intensificandosi a partire dall'inizio del secondo decennio come mostra qui sotto la cronologia degli eventi:
212Dopo circa quarant'anni di assenza di invasioni lungo il tratto di limes in questione, i Catti germanici tornarono a premere lungo i confini della provincia, mentre, per la prima volta, furono menzionati gli Alemanni, nel Wetterau. L'anno seguente Caracalla, giunto nella primavera di quell'anno lungo il limes germanico-retico, condusse una campagna contro le popolazioni germaniche, sconfiggendo prima i Catti lungo il fiume Meno, poi gli Alemanni nella zona che va dalla Rezia all'altopiano della Svevia. In seguito a queste vittorie il giovane imperatore assunse l'appellativo di Germanicus maximus (6 ottobre; riformulato in "Alemannicus" dalla storiografia posteriore). Tuttavia, pare che avesse comprato la pace con i barbari, come suggerisce Cassio Dione.
233Una ventina di anni più tardi il limes germanico-retico, furono attaccati pesantemente dagli Alemanni. La difesa di questo tratto di limes potrebbe essere stata affidata proprio al futuro imperatore Pupieno, che anche questa volta riportò un successo contro i barbari. Notevoli sono le testimonianze archeologiche delle distruzioni riportate in queste province nel corso delle incursioni, da Castra Regina a Pfünz fino a Treveri.
234-235Alessandro Severo, partito da Roma per il fronte settentrionale dopo aver arruolato numerose nuove truppe ausiliarie (tra cui Armeni, Osroeni e perfino Parti,) riuscì a respingere le incursioni degli Alemanni, che avevano sfondato il fronte degli Agri Decumates. L'imperatore però commise l'errore di voler concludere con i Germani un trattato di pace, offrendo loro grandi somme di denaro: questo atteggiamento fu accolto male dal suo esercito che, sotto la guida del generale Massimino il Trace, si ribellò e trucidò Alessandro e la madre presso la sede del governatore della Germania superior, Mogontiacum. Poco dopo le legioni proclamarono il nuovo imperatore romano nello stesso Massimino.
235-236Massimino Trace continuò a combattere gli Alemanni, riuscendo non solo a respingere le loro incursioni lungo il limes germanico-retico, ma anche a penetrare profondamente in Germania per circa 30-40 miglia romane (45-60 chilometri) e a battere sul loro terreno le armate alemanne, nella regione del Württemberg e Baden.
242-243Sotto il giovane Gordiano III, durante le campagne orientali del giovane imperatore, potrebbero essersi verificati nuovi sfondamenti del Limes germanico-retico ad opera degli Alemanni, come risulterebbe da alcuni ritrovamenti archeologici nei pressi del forte di Künzing.
254Gli Alemanni furono fermati nel corso di un loro tentativo di sfondamento del limes romano dal giovane cesare Gallieno, il quale si meritò per questi successi l'appellativo di "Restitutor Galliarum" e di "Germanicus maximus".

### Nascita e fine dell'impero delle Gallie (260-274)

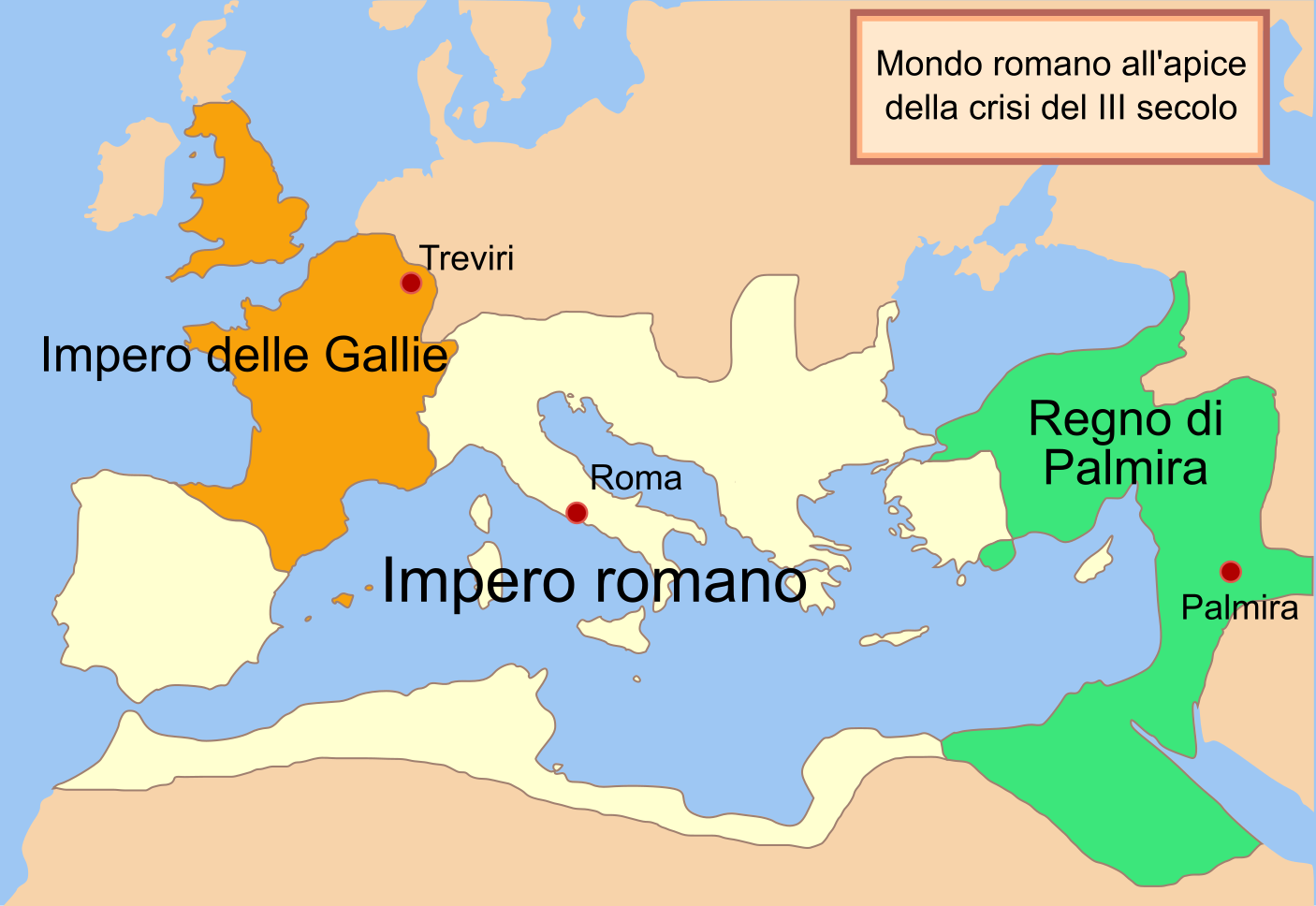
L'Impero romano al centro, con l'Impero delle Gallie ad Occidente, il Regno di Palmira a Oriente.

A partire dal 260, e fino al 274 circa, l'Impero romano subì la secessione di due vaste aree territoriali, che però ne permisero la sopravvivenza. Ad ovest gli usurpatori dell'Impero delle Gallie, come Postumo (260-268), Leliano (268), Marco Aurelio Mario (268-269), Vittorino (269-271), Domiziano II (271) e Tetrico (271-274), riuscirono a difenderne i confini delle province di Britannia, Gallia, Germania inferiore e superiore, oltre alla Spagna. Scrive Eutropio:
(Eutropio, Breviarium ab urbe condita, 9, 11.)
Postumo era riuscito, infatti, a costituire un impero in Occidente, centrato sulle provincie della Germania inferiore e della Gallia Belgica, alle quali si unirono poco dopo tutte le altre province galliche, della Germania superiore, della Britannia e della Spagna e, per un breve periodo, anche quella di Rezia.
260È proprio in questo periodo che Gallieno fu costretto al definitivo abbandono di tutti i territori ad est del Reno e a nord del Danubio (i cosiddetti agri Decumates), a causa delle continue invasioni delle tribù germaniche limitrofe degli Alemanni, ed alla contemporanea secessione della parte occidentale dell'impero, guidata dal governatore di Germania superiore ed inferiore, Postumo. Gli Alemanni, che avevano sfondato il limes retico e attraversato il Passo del Brennero, si erano spinti in Italia, dove furono intercettati e battuti dalle armate di Gallieno nei pressi di Milano. L'imperatore sembra non avesse potuto intervenire prima lungo il fronte germanico-retico a causa della contemporanea crisi orientale, che vide coinvolto il proprio padre, Valeriano, catturato dai Sasanidi di Sapore I nella tarda estate.
261L'anno successivo, una nuova incursione degli Alemanni nella zona della Mosella, fino a Treveri e a Metz fu fermata dalle armate di Postumo. La controffensiva romana fu, infatti, condotta dall'ex-governatore, ora reggente dell'Impero delle Gallie. Egli non solo respinse l'invasione degli Alemanni e dei Franchi più a nord, ma riuscì a rioccupare e fortificare nuovamente alcune postazioni ausiliarie avanzate nel territorio degli ex-Agri decumates, lungo la piana del fiume Neckar, meritandosi la proclamazione della "Victoria germanica". Per questi successi, egli assunse l'appellativo di "Restitutor Galliarum" ("restauratore delle Gallie"), decidendo inoltre di assoldare tra le file del suo esercito bande di soldati franchi appena sconfitti, per combattere contro i loro stessi "fratelli", come testimonia Sesto Aurelio Vittore.

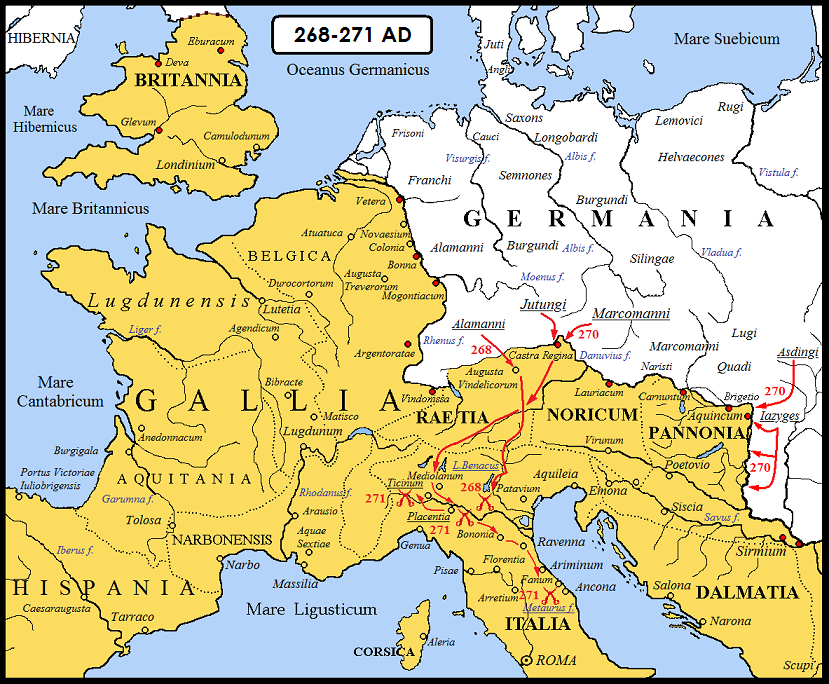
L'invasione della parte occidentale dell'impero romano degli anni 268-271, da parte di Alamanni, Marcomanni, Iutungi, Iazigi e Vandali Asdingi.

268Pochi anni più tardi, gli Alemanni riuscirono ancora una volta a penetrare nell'Italia settentrionale attraverso il passo del Brennero, approfittando dell'assenza dell'esercito romano, impegnato a fronteggiare sia la devastante invasione dei Goti in Mesia, Acaia, Macedonia, Ponto ed Asia, sia l'usurpatore Aureolo, che si era fortificato a Milano. L'accorrere successivo dell'esercito romano di Claudio II il Gotico (il nuovo imperatore che aveva assistito alla capitolazione di Aureolo), costrinse gli Alemanni ad interrompere le loro scorrerie e a trattare il loro ritiro dal suolo italico. Il mancato accordo costrinse Claudio a combatterli: riportò la vittoria decisiva in novembre, nella battaglia del lago Benaco (il lago di Garda) che, come racconta Aurelio Vittore, permise la loro definitiva cacciata dall'Italia settentrionale con gravissime perdite. Si racconta, infatti, che più della metà dei barbari perirono nel corso della battaglia.
271Tre anni più tardi nel, un'importante invasione congiunta di Alemanni, Marcomanni e forse di alcune bande di Iutungi, tornò a sfondare il limes germanico e retico, raggiungendo il suolo italico. Aureliano, anche questa volta, fu costretto ad accorrere in Italia, ora che questi popoli avevano già forzato i passi alpini. Raggiunta la Pianura Padana a marce forzate percorrendo la via Postumia, fu inizialmente sconfitto dalla coalizione dei barbari presso Piacenza, a causa di un'imboscata. Nel prosieguo della campagna, i barbari però, per avidità di bottino, si divisero in numerose bande armate, sparpagliate nel territorio circostante, permettendo ad Aureliano di ribaltare le sorti della guerra. L'imperatore riuscì a batterli una prima volta e poi una seconda volta, in modo risolutivo, sulla strada del ritorno nei pressi di Pavia.
280-281Un nuovo tentativo di usurpazione avvenne in questi anni, quando l'allora governatore della Germania inferiore, Gaio Quinto Bonoso, permise che bande di Alemanni attraversassero il Reno e bruciassero alcune navi della flotta Germanica. Temendo le conseguenze di questa perdita, verso la fine del 280 si fece proclamare, a Colonia Agrippinensis (l'odierna Colonia) e assieme a Tito Ilio Proculo, imperatore di tutte le Gallie, della Britannia e della Spagna. Alla fine però entrambi questi usurpatori trovarono la morte con l'arrivo di Probo nelle Gallie.

### La riforma tetrarchica di Diocleziano e Costantino (284-337)

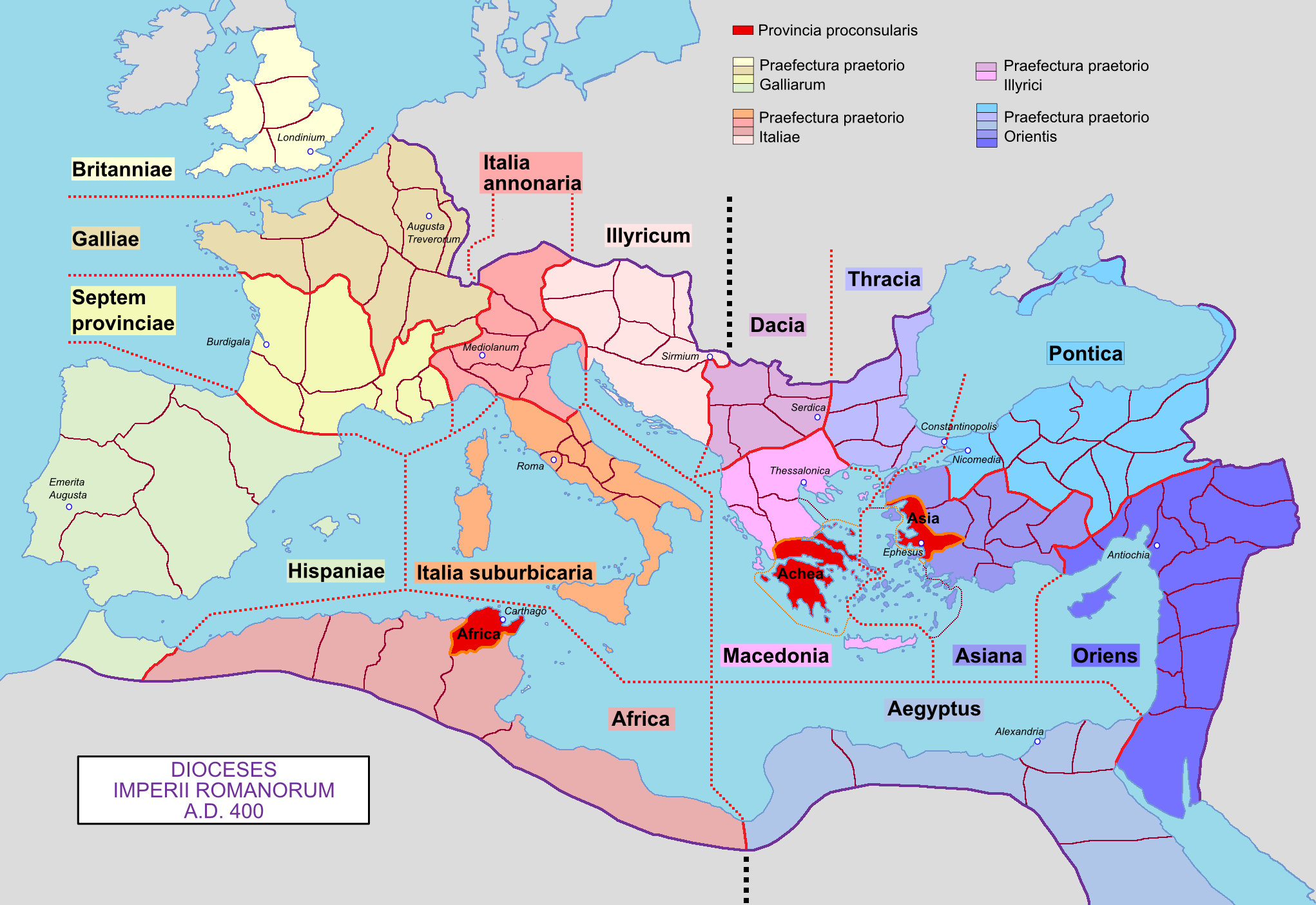
La divisione amministrativa dell'impero in prefetture e diocesi. La cartina, che riproduce la situazione alla fine del IV secolo d.C., mostra la parte occidentale dell'Illirico unita all'Italia, divisione che avvenne solo nel 395 d.C. Al tempo della tetrarchia, l'Illirico non era diviso.

Nella riorganizzazione dell'impero iniziata con la tetrarchia di Diocleziano e portata a termine da Costantino I, l'impero venne diviso in dodici diocesi (al posto delle vecchie province augustee, di cui 6 in Occidente e 6 in Oriente), di cui la più grande, quella orientale, includeva sedici province. Le altre erano le prefetture dell'Italia, della Gallia e dell'Illirico, che corrispondevano alla divisione dell'impero in zone di influenza della tetrarchia.
Ogni diocesi era governata da un pretore vicario o semplicemente vicario (vicarius), sottoposto al prefetto del pretorio (alcune diocesi, peraltro, potevano essere governate direttamente dal prefetto del pretorio). Il vicario controllava i governatori delle singole province (variamente denominati: proconsules, consulares, correctores, praesides). I vicari non avevano poteri militari, infatti le truppe stanziate nella diocesi erano sotto il comando di un comes rei militaris, che dipendeva direttamente dal magister militum e aveva alle sue dipendenze i duces ai quali era affidato il comando militare nelle singole province.
Nella prima riorganizzazione voluta da Diocleziano con la tetrarchia, la Germania superiore divenne parte della Diocesi delle Gallie con il nuovo nome di Germania I.
285-286Massimiano, cesare di Diocleziano per l'Occidente, mosse in Gallia, ingaggiando prima i ribelli Bagaudi nell'estate avanzata di quell'anno, poi battendosi con un esercito di Burgundi e Alemanni, che avevano forzato il limes renano ed erano entrati in Gallia. L'esercito barbarico alla fine morì di fame e malattia. In seguito a questi eventi il cesare stabilì il quartier generale sul Reno in previsione di future campagne, I successi di questi anni di campagne militari, sono confermate dal fatto che a Diocleziano fu rinnovato l'appellativo di "Germanicus maximus" per ben due volte nel corso dell'anno, grazie al cesare, Massimiano, contro Alemanni e Burgundi lungo l'alto Reno.
293Data la crescente difficoltà a contenere le numerose rivolte interne e lungo i confini, si procedette a un'ulteriore divisione territoriale, al fine di facilitare le operazioni militari: Diocleziano nominò come suo cesare per l'Oriente Galerio, mentre Massimiano fece lo stesso con Costanzo Cloro per l'Occidente.
298Il cesare Costanzo Cloro, cui era affidata la frontiera renana, riuscì a battere la coalizione degli Alemanni in due importanti scontri (battaglia di Lingones e battaglia di Vindonissa), rafforzando questo tratto di confine almeno per qualche decennio, e facendo a pezzi circa sessantamila Alemanni.
302Sembra che fu combattuta una nuova battaglia presso Vindonissa, dove, ancora una volta, le armate romane ebbero la meglio su quelle di Alemanni e Burgundi, ma forse potrebbe trattarsi della stessa battaglia combattuta nel 298.
307-310Costantino I, una volta divenuto Cesare, ottenne nuovi successi militari su Alemanni e Franchi, di cui si dice riuscì a catturare i loro re, dati in pasto alle belve durante i giochi gladiatorii.
328Ancora una volta Costantino I, insieme al figlio Costantino II fu costretto ad intervenire lungo il Reno e a battere gli Alemanni che avevano tentato di invadere i territori della Gallia. Per questi successi ricevettero il titolo di "Alamannicus maximus".

### Crollo dellimese fine della provincia romana: Alemanni e Burgundi (IV e V secolo)

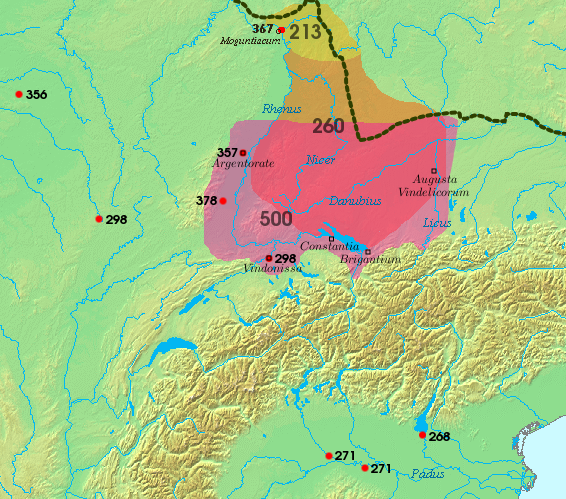
Espansione degli Alemanni, a partire dall'occupazione dei territori della Germania superiore e della Rezia degli agri decumates nel 260, con indicate le principali battaglie contro i Romani del III e IV secolo.

Nella prima metà del IV secolo le incursioni germaniche seguirono in parte lo stesso modello sperimentato nel secolo precedente, con spedizioni finalizzate al saccheggio che muovevano dalle aree di stanziamento poste immediatamente al di là del Limes romano. Già in questa fase, tuttavia, si affacciò una nuova modalità, che vide intere popolazioni, e non più solo i guerrieri, passare il Limes e cercare aree di stanziamento in territorio romano. Roma tentò, pertanto, di assorbire gli spostamenti delle popolazioni germaniche inserendole all'interno delle proprie strutture, affidando loro un territorio di stanziamento lungo il limes, compreso quello della Germania inferiore, in cambio dell'accoglienza alla difesa del Limes stesso.
342Costanzo Cloro intervenne per respingere una nuova incursione di Alemanni e di Franchi più a nord.
354Un'incursione degli Alemanni, partiti dal loro territorio d'insediamento nell'odierna Germania meridionale, sfociò in un ampio conflitto contro l'imperatore Costanzo II. Guidata dai fratelli Gundomado e Vadomario, la confederazione penetrò in Gallia attraverso il Limes renano e saccheggiò numerose città.
356-357Gli Alemanni, che erano riusciti a sconfiggere Giuliano nella Battaglia di Reims, l'anno successivo furono battuti pesantemente e cacciati dalla Gallia, grazie alla vittoria nella Battaglia di Strasburgo.
360Vadomario guidò un nuovo tentativo degli Alemanni di attaccare a tradimento le truppe della Germania superiore di Giuliano, il quale non solo riuscì a batterlo ma ad impiegare il condottiero germanico e i suoi guerrieri, come truppe mercenarie in Asia e in Armenia.
364-365Ancora gli Alemanni varcarono il Reno invadendo la Gallia. L'imperatore Valentiniano I divenuto augusto, insieme al fratello Valente, decise di recarsi in Gallia presso Parigi e poi Reims per dirigere le operazioni in prima persona contro le popolazioni barbariche degli Alemanni.
368Gli Alemanni travolsero Mogontiacum (Magonza) e costrinsero l'imperatore Valentiniano I ad accorrere, insieme al fratello ed augusto Valente. I due imperatori passarono il Reno e si spinsero fino al fiume Neckar dove ottennero un'importante vittoria sulle genti germaniche nei pressi di Solcinium.
370-374Teodosio il Vecchio, padre del futuro imperatore Teodosio I, riuscì a respingere una nuova invasione di Alemanni. mentre Valentiniano, negli anni successivi, fu costretto a combattere per alcuni anni contro il re alemanno Macriano. L'imperatore romano d'occidente, non essendo, però, riuscito a mettergli contro i Burgundi, fu costretto a scendere a patti con lo stesso concludendo con lo stesso un foedus. Gli Alemanni divenivano così a tutti gli effetti dei foederati dell'Impero romano.
378-379Una nuova incursione alemannica, fu rintuzzata da Graziano nella Battaglia di Argentovaria nei pressi di Colmar a cui seguì l'ultima spedizione romana al di là del Reno nella foresta Ercinia.
406Il 31 dicembre, Vandali, Alani e Svevi invasero la Gallia, devastandola per tre anni prima di stabilirsi in Spagna.
411Approfittando dello sguarnimento del limes renano ordinato qualche anno prima da Stilicone per combattere in Italia Alarico I dei Visigoti e Radagaiso, i Burgundi scavalcarono gli Alemanni a ovest e varcarono il Reno, entrando nei territori imperiali e si insediarono nella valle del Reno. Il re burgundo Gundicaro (Gundahar o Gundikar, il Gunther della saga dei Nibelunghi) si stabilì sulla riva sinistra (romana) del Reno, tra i fiumi Lauter e Nahe, impadronendosi di Worms, Spira e Strasburgo. Pare che in base ad una tregua l'imperatore Onorio abbia in seguito ufficializzato la situazione e attribuito ai Burgundi le terre che avevano occupato.
436-437Nonostante il loro status di foederati, le razzie dei Burgundi nella Gallia Belgica divennero intollerabili e furono bruscamente interrotte nel 436, quando il generale romano Flavio Ezio chiamò in aiuto mercenari unni che invasero il regno renano (e la sua capitale sul vecchio insediamento gallo-romano di Borbetomagus, odierna Worms). Gundicario fu ucciso in combattimento insieme a circa 20.000 soldati burgundi

## Difesa ed esercito

### Legioni romane
Con la definitiva sottomissione dell'area avvenuta sotto Gaio Giulio Cesare, in seguito alla conquista della Gallia, ma soprattutto in seguito alle campagne di Tiberio e Druso nell'area ed alla successiva campagne in Germania di Augusto degli anni 12 a.C.-9 d.C. l'esercito della Germania superiore fu costituito, per quasi tutto il I secolo da quattro legioni, ridotte a due legioni a seguito della conquista della Dacia.
Erano inizialmente posizionate a Vindonissa (fino al 100), Mogontiacum (castra doppio fino al 90)) e a Argentoratae, insieme a numerose unità ausiliarie tra cohortes di fanti ed alae di cavalleria.

### AuxiliaeClassis germanica
Vi erano poi oltre una ventina di unità ausiliarie a difesa dei confini e delle principali strade che conducevano all'interno nella Gallia Belgica, per un totale di un massimo di 30.000 armati circa, fino ad un minimo di 20.000 armati, proprio quando le legioni furono costrette sotto Domiziano-Traiano a trasferirsi lungo il fronte danubiano. Sappiamo da tutta una serie di iscrizioni epigrafiche che nella provincia c'erano:
nel 65c'erano 3 cohortes di fanteria, i cui nomi erano:
- I Thracum, II Thracum e VII Breucorum.

nel 75c'erano 6 alae di cavalleria ai tempi di Gneo Pinario Cornelio Clemente, i cui nomi erano:
- I Flavia gemina, I Cannenefatium, II Flavia gemina, I Scubulorum, I Picentiana e I Claudia nova.

nel 78c'erano 6 alae di cavalleria e 1 cohors di fanteria, i cui nomi erano:
- per le ali: I Noricorum, I singularium, I Moesica, I Afrorum veterana, I Siliana e I Sulpicia;
- per le coorti: cohors I Flavia Hispanorum.

nel 79c'erano 11 cohortes di fanteria (o miste), i cui nomi erano:
- I Flavia Damascenorum milliaria equitata sagittaria,[59] I classica, I Latobicorum, I (?) Varcianorum, I Thracum, II Thracum, II civium Romanorum, II Asturum, III Dalmatarum, IIII Thracum e VI Thracum.

nell'82c'erano 5 alae di cavalleria e 9 cohortes di fanteria (o miste), i cui nomi erano:
- per le ali: I Flavia Gemina, I Cannenefatium, II Flavia Gemina, I Scubulorum e I Picentiana;
- per le coorti: I Germanorum, I Aquitanorum, I Asturum, I Thracum, II Raetorum, II Aquitanorum, III Aquitanorum, IIII Aquitanorum e VII Raetorum.

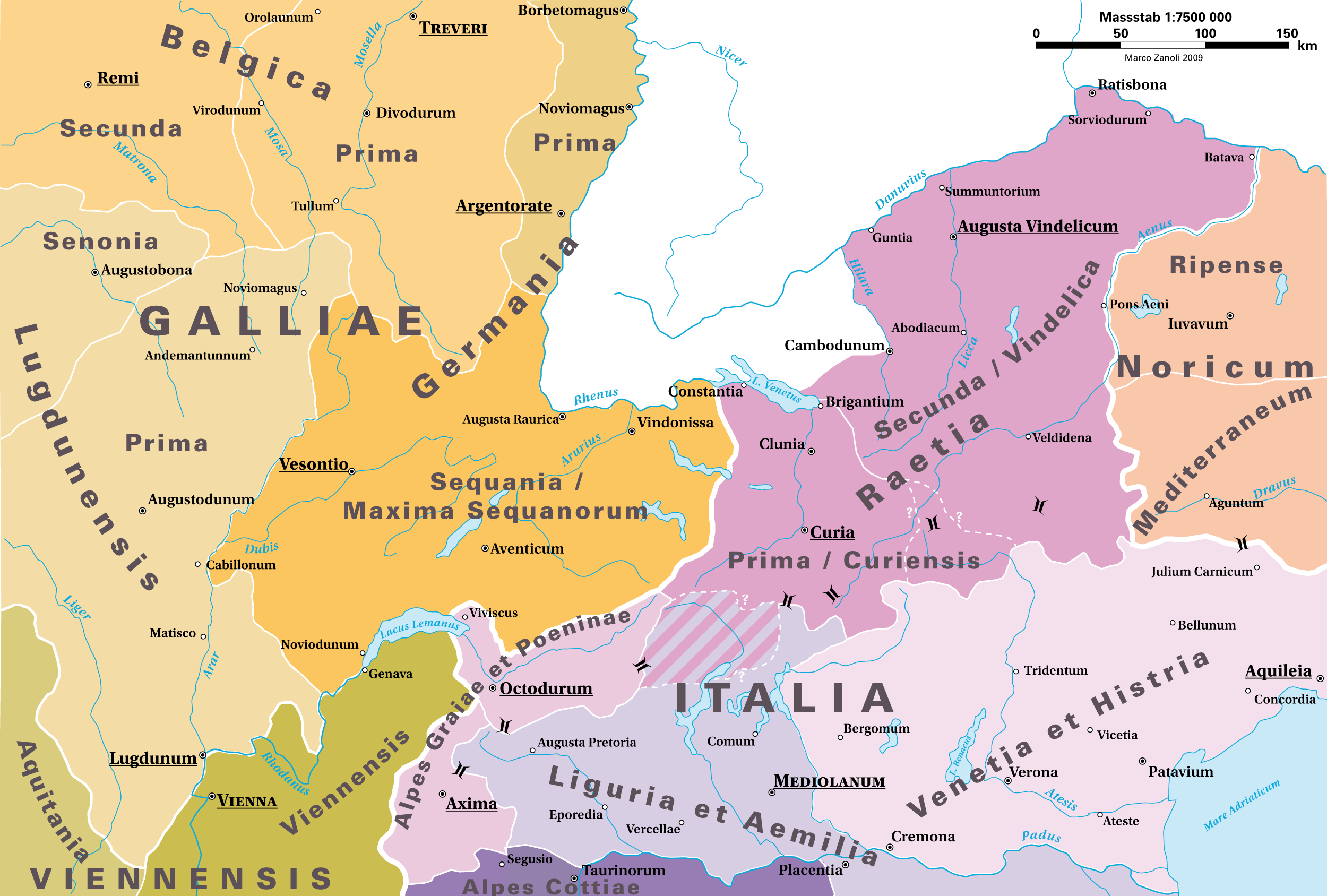
Parte di territori che un tempo appartenevano alla Germania superiore, secondo la Notitia dignitatum (fine del IV secolo).

I Flavia Damascenorum milliaria equitata sagittaria, I Biturigum, I Thracum, I Aquitanorum veterana, I Asturum, II Aquitanorum, II Cyrenaica, II Raetorum, III Delmatarum, III Aquitanorum, IIIl Aquitanorum, IIII Vindelicorum, V Delmatarum e VII Raetorum
nel 90c'erano 4 alae di cavalleria e 14 cohortes di fanteria (o miste), i cui nomi erano:
- per le ali: I Flavia Gemina, I Cannanefatium, I singularium e Scubulorum;
- per le coorti: I Flavia Damascenorum milliaria equitata sagittaria,[59] I Biturigum, I Thracum, I Aquitanorum veterana, I Asturum, II Aquitanorum, II Cyrenaica, II Raetorum, III Delmatarum, III Aquitanorum, IIIl Aquitanorum, IIII Vindelicorum, V Delmatarum e VII Raetorum.

nel 116c'erano 2 alae di cavalleria e 17 cohortes di fanteria (o miste), i cui nomi erano:
- per le ali: I Flavia Gemina e I Scubulorum;
- per le coorti: I Germanorum civium Romanorum, I Flavia Damascenorum milliaria, I Ligurum et Hispanorum civium Romanorum, I civium Romanorum, I Asturum, I Aquitanorum veterana, I Biturigum, I Thracum civium Romanorum, II Augusta Cyrenaica, II Hispanorum Pia Fidelis, II Raetorum civium Romanorum, III Aquitanorum, III Delmatarum Pia Fidelis, IIII Aquitanorum, IIII Vindelicorum, V Delmatarum e VII Raetorum.

nel 130c'erano 3 alae di cavalleria e 16 cohortes di fanteria (o miste), i cui nomi erano:
- per le ali: I Scubulorum, I Flavia Gemina e Indiana Gallorum Pia Fidelis;
- per le coorti: I Germanorum, I Flavia Damascenorum milliaria equitata sagittaria,[59] I Ligurum et Hispanorum civium Romanorum, I civium Romanorum, I Aquitanorum veterana, I Biturigum civium Romanorum, I Thracum civium Romanorum, II Augusta Cyrenaica, II Hispanorum Pia Fidelis, II Raetorum civium Romanorum, III Aquitanorum, III Delmatarum Pia Fidelis, IIII Aquitanorum, IIII Vindelicorum, V Delmatarum e VII Raetorum.

nel 134c'erano 1 ala di cavalleria e 15 cohortes di fanteria (o miste), i cui nomi erano:
- per l'ala: I Indiana Gallorum Pia Fidelis;
- per le coorti: I Germanorum, I Flavia Damascenorum milliaria equitata sagittaria,[59] I Ligurum et Hispanorum civium Romanorum, I civium Romanorum, I Aquitanorum veterana, I Biturigum civium Romanorum, I Astrurum, II Augusta Cyrenaica, II Raetorum civium Romanorum, III Aquitanorum, III Delmatarum Pia Fidelis, IIII Aquitanorum, IIII Vindelicorum, V Delmatarum e VII Raetorum.

attorno al 400Ai tempi della Notitia Dignitatum, in quella che era stata la provincia della Germania superiore, furono creati alcuni comandi militari, facenti parte del Numerus intra Gallias ed affidati ad:
- un Comes tractus Argentoratensis;
- un Dux Germaniae primae;
- un Dux Mogontiacensis, a capo di 11 unità (o distaccamenti) collegati alla flotta militare imperiale del Reno[68], come il Praefectus militum Pacensium (di stanza a Saletione); il Praefectus militum Menapiorum, a Tabernis; il Praefectus militum Anderetianorum, a Vico Iulio; il Praefectus militum vindicum, a Nemetis; il Praefectus militum Martensium, ad Alta Ripa; il Praefectus militum II Flaviae, a Vangiones; il Praefectus militum armigerorum, a Mogontiaco; il Praefectus militum Bingensium, a Bingio; il Praefectus militum balistariorum, a Bodobrica; il Praefectus militum defensorum, alle confluenze del fiume Reno-Meno; ed il Praefectus militum Acincensium, ad Antonaco;
- ed un Dux Sequanicae, a capo di una sola unità, i Milites Latavienses, posizionati a Olitione.[69]

### Fasi storiche di questo tratto dilimes
Va, inoltre, aggiunto che furono tre le fasi principali di questo tratto di limes, dopo il definitivo abbandono da parte di Augusto e Tiberio del progetto di occupazione della Germania Magna:
1. un iniziale consolidamento del fronte renano-danubiano sotto i Giulio-Claudii;
2. l'avanzata in territorio germanico (dai Flavi ad Antonino Pio), ad oriente del Reno e a nord del Danubio, con conseguente creazione del limes germanico-retico ed occupazione degli Agri Decumates fino alla metà del III secolo;
3. ritorno al fronte Reno-danubiano sotto l'impero di Gallieno (260 circa).

A tal proposito qui sotto troverete alcune tabelle/legenda per sotto-periodo storico:
- legio=legione romana
- coh.=coorte
- mil=milliaria (composta da 1.000 uomini)
- eq.=coorte equitata
- ala=unità di cavalleria
- vexill=vexillationes
- c.R.=civium Romanorum
- Nuove aperture di fortezze legionarie e forti ausiliari contro periodo precedente

#### Da Tiberio a Nerone (14-68)
La prima fase evolutiva del limes della provincia germanica superiore, una volta abbandonato il progetto di annessione della Germania Magna ad oriente del Reno, fu quella di consolidare i presidi lungo il grande fiume almeno durante la dinastia giulio-claudia.
| Forte/burgus lungo il limes          | località antica         | località moderna | dal                       | al                                        | Misure     | Unità ausiliarie presenti in differenti periodi |
| ------------------------------------ | ----------------------- | ---------------- | ------------------------- | ----------------------------------------- | ---------- | --- |
| Forte e porto flotta                 | Antunacum               | Andernach        | Tiberio (20 circa)        | V secolo                                  |            | Cohors Raetorum |
| Forte                                | Confluentes             | Coblenza         | da Tiberio da 260         | a Domiziano (I per.) a V secolo (II per.) |            | |
| Forte                                | Bingium                 | Bingen am Rhein  | Claudio                   | Flavi                                     |            | Coh.I (Damascenorum milliaria equitata) Sagittariorum Coh.I Pannoniorum Coh.IV Delmatarum Coh.IX vexill. Legio IV Macedonica vexill. Legio XXII Primigenia |
| Fortezza                             | Mogontiacum             | Magonza          | 13 a.C.                   | 350 circa                                 | 36,00 ha   | Legio IV Macedonica Legio XIIII Gemina Legio XVI Gallica Legio XXII Primigenia                                                                             |
| Fortezza di vexillationes legionarie | Mogontiacum             | Mainz-Weisenau   | 39                        | 85                                        | 8,60 ha    | vexill. Legio XIIII Gemina vexill. legio XV Primigenia vexill. Legio XXII Primigenia                                                                       |
| Forte                                | Castellum Mattiacorum   | Mainz-Kastell    | 11 a.C.                   | 406                                       |            | |
| Forte utilizzato da Germanico        |                         | Friedberg        | 15                        | 16                                        |            | |
| Forte                                | Borbetomagus            | Worms            | Augusto/Tiberio           | Domiziano?                                |            | |
| Forte                                | sconosciuto             | Rheingönheim     | Claudio                   | Domiziano                                 |            | |
| Forte                                | Noviomagus              | Spira            | Augusto/Tiberio           | Domiziano                                 |            | |
| Vicus                                | Brocomagus              | Brumath          | Augusto/Tiberio           | V secolo                                  |            | |
| Forte e Fortezza                     | Argentoratae            | Strasburgo       | 11 a.C. forte 17 fortezza | V secolo                                  |            | Ala Petriana Treverorum Legio II Augusta |
| Forte                                | Basilia                 | Basilea          | Augusto                   | Claudio                                   |            | |
| Forte                                | Colonia Augusta Raurica | Augst            | Augusto                   | Claudio                                   |            | |
| Fortezza                             | Vindonissa              | Windisch         | 9/13                      | 100                                       |            | legio XIII Gemina legio XXI Rapax |
| Fortezza                             | sconosciuto             | Dangstetten      | 20 a.C./15 a.C.           | 8/7 a.C. poi fino al 9 d.C.               | 13-14 ha   | legio XIX fino all'8/7 a.C. auxilia fino al 9 d.C. |
| Forte                                | Tenedo                  | Zurzach          | Augusto                   | Tiberio?                                  |            | |
| Forte                                |                         | Zurigo           | 15 a.C.                   | Augusto                                   |            | |
| Forte                                | Vitudurum               | Oberwinterthur   | 15 a.C.                   | Claudio?                                  |            | |
| Forte                                | Tasgetium               | Eschenz          | Augusto                   | Claudio?                                  |            | |
| Forte                                | Brigobannis             | Hüfingen         | 41-45                     | 80-85                                     | 2,4-3,5 ha | |
| Forte (presunto)                     | sconosciuto             | Tuttlingen       | Claudio                   | Flavi                                     |            | |

#### Da Vespasiano a Domiziano (70-96)

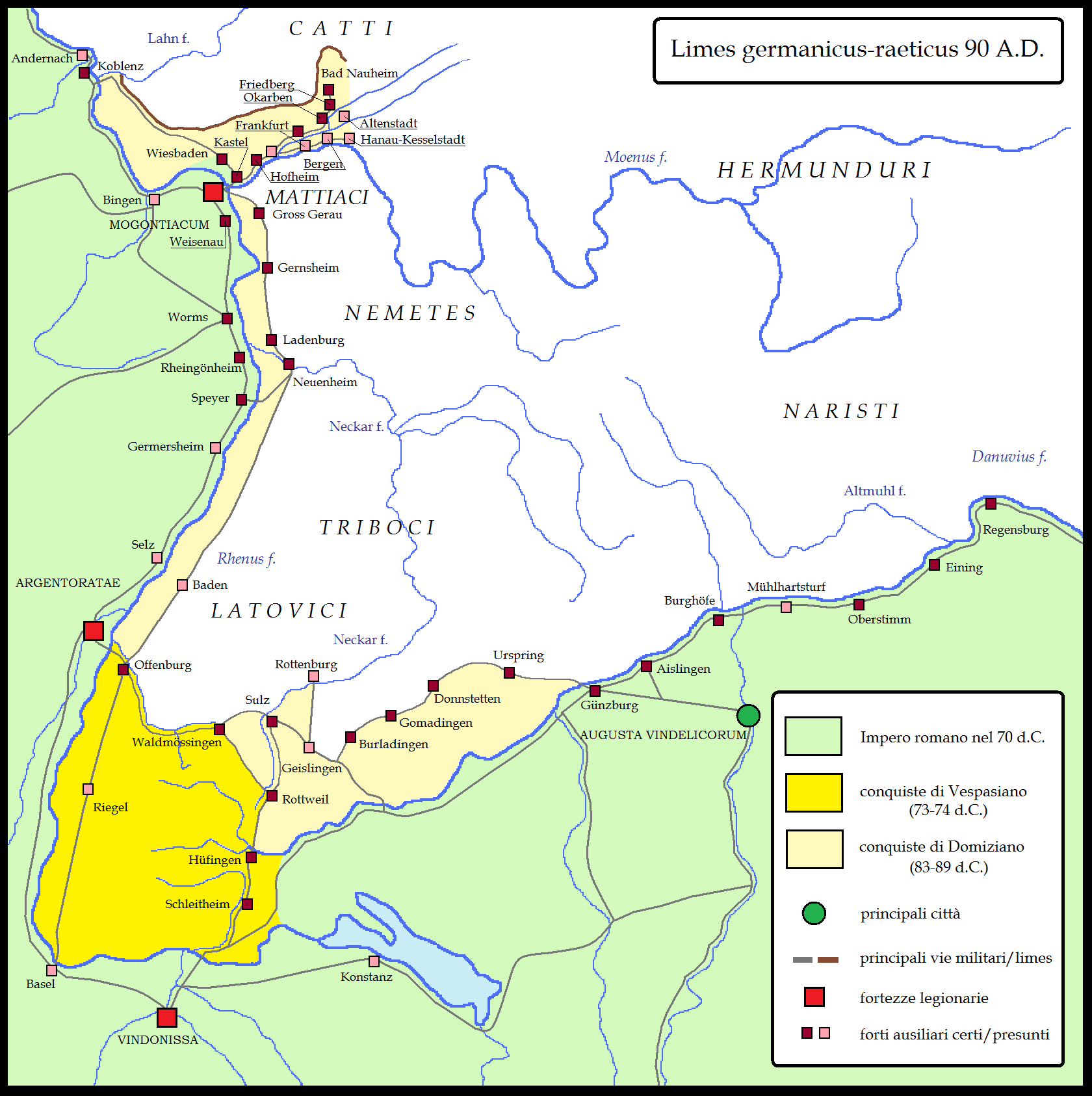
Le campagne militari di Vespasiano e Domiziano nel territorio degli Agri Decumates.

A partire dagli imperatori Vespasiano e poi del figlio Domiziano, iniziò l'avanzata in territorio germanico, ad oriente del Reno e a nord del Danubio, con conseguente creazione del limes germanico-retico ed occupazione degli Agri Decumates.
Le campagne militari erano iniziate con il legatus Augusti pro praetore della Germania Superiore, Gneo Pinario Cornelio Clemente, nel 73/74 per le quali ottenne gli ornamenta triumphalia. Tutto ciò permise la creazione di una prima linea di fortificazioni artificiali nel Taunus-Wetterau, a cui se ne sarebbero aggiunte altre fino ad Antonino Pio, per un totale di 550 km.
Questa prima avanzata consentì un'iniziale costruzione di tutta una serie di fortini e vie militari nel Wetterau e nel Taunus, cominciando a creare il primo tratto fortificato del limes germanico-retico, congiungendo il fiume Lahn al fiume Meno. Contemporaneamente si procedette all'avanzata nei territori dei Nemeti e dei Triboci, percorrendo il corso del fiume Neckar da est ad ovest e costruendo i nuovi forti a Ladenburg e a Neuenheim.
La penetrazione avveniva anche da sud, portando la linea di confine verso settentrione con la successiva costruzione di una serie di nuovi forti ausiliari a Sulz, Geislingen, Rottenburg an der Laaber, Burladingen, Gomadingen, Donnstetten, Urspring e Günzburg, ed unendo così la fortezza legionaria di Argentoratae con la capitale della Rezia, Augusta Vindelicum.
| Forte/burgus lungo il limes          | località antica       | località moderna           | dal                       | al                                        | Misure                                 | Unità ausiliarie presenti in differenti periodi |
| ------------------------------------ | --------------------- | -------------------------- | ------------------------- | ----------------------------------------- | -------------------------------------- | --- |
| Forte e porto flotta                 | Antunacum             | Andernach                  | Tiberio (20 circa)        | V secolo                                  |                                        | Coh.Raetorum vexill. legio VIII Augusta |
| Forte di coorte                      |                       | Heddesdorf                 | 89                        | 185                                       | 2,8 ha                                 | Coh.II Hispanorum eq. pia fidelis Coh.XXVI voluntariorum c.R.                                                                                                  |
| Forte di coorte                      |                       | Bendorf                    | 89                        | 100?/118?                                 |                                        | Coh.I Thracum |
| Forte                                | Confluentes           | Coblenza                   | da Tiberio da 260         | a Domiziano (I per.) a V secolo (II per.) |                                        | |
| Forte di coorte                      |                       | Niederberg                 | 83                        | 260                                       | 2,8 ha                                 | Coh.VII Raetorum |
| Forte                                | Bingium               | Bingen am Rhein            | Claudio                   | Flavi                                     |                                        | vexill. legio VIII Augusta |
| Fortezza                             | Mogontiacum           | Magonza                    | 13 a.C.                   | 350 circa                                 | 36,00 ha                               | Legio XIIII Gemina Legio I Adiutrix Legio XXI Rapax |
| Forte                                | Castellum Mattiacorum | Mainz-Kastell              | 11 a.C.                   | 406                                       |                                        | |
| Forte                                | Aquae Mattiacorum     | Wiesbaden                  | 6 d.C. 77                 | 16 I periodo; 260? II per.                |                                        | vexill. Legio XIIII Gemina vexill. Legio VIII Augusta Ala I Flavia Ala I Scubulorum Ala I Pannoniorum Cohors V Delmatarum Cohors II Raetorum Cohors IV Thracum |
| Forte                                |                       | Hofheim am Taunus          | 40?                       | 123                                       | 2,15 ha                                | |
| Forte                                |                       | Frankfurt-Höchst           | 83                        | 98                                        |                                        | |
| Forte alare                          | Nida                  | Heddernheim                | 75                        | 110                                       | 5,2 ha oltre ad altri 10 forti/fortini | Ala I Flavia Gemina Coh.XXXII Voluntariorum c.R. Coh.IIII Vindelicorum                                                                                         |
| fortino di numerus                   |                       | Saalburg                   | 90 o prima                | 260                                       | 0,7 ha                                 | |
| Forte                                |                       | Karben-Okarben             | 83?                       | 123                                       |                                        | |
| Forte di coorte equitata             |                       | Friedberg                  | 90                        | 260                                       | 4,0 ha                                 | Coh.I Aquitanorum veterana eq. Coh.IV Aquitanorum eq. Coh.I Flavia Damascenorum mill. eq. sagittariorum                                                        |
| forti di coorte equitata             |                       | Butzbach                   | 90                        | 260                                       | 2,8 e 3,3 ha                           | Coh.II Raetorum eq. Coh.II Augusta Cyrenaica eq. Ala Moesica felix torquata                                                                                    |
| forte di coorte equitata             |                       | Arnsburg                   | 90 o prima                | 260                                       | 2,9 ha                                 | Coh.I Aquitanorum veterana eq. Coh.II Aquitanorum eq. Coh.V Dalmatarum                                                                                         |
| forte di ala e coorte                |                       | Echzell                    | 90                        | 260                                       | 5,24 ha                                | Ala Moesica felix torquata Ala I Flavia gemina Ala Indiana Gallorum Coh.XXX voluntariorum c.R.                                                                 |
| forte                                |                       | Ober-Florstadt             | 90                        | 260                                       | 1,0 ha (domizianeo) 2,8 ha (traianeo)  | |
| forte di numerus                     |                       | Altenstadt                 | 90                        | 260                                       | 0,9; 1,4 e 1,5 ha                      | |
| Forte                                |                       | Nauheim                    | 83                        | 98                                        |                                        | |
| Forte e fortino                      |                       | Heldenbergen               | 83                        | 123                                       |                                        | |
| Forte di vexill. legionaria          |                       | Hanau-Kesselstadt          | 83                        | 90?                                       | 14,1 ha                                | guerra contro Catti |
| Forte coortale                       |                       | Hanau-Salisberg            | 92                        | 110                                       |                                        | |
| Fortino                              |                       | Stockstadt am Main         | 90                        | 100                                       | 0,3 ha                                 | |
| Forte                                |                       | Obernburg am Main          | 90                        | 260                                       | 2,9 ha                                 | Coh.III Aquitanorum eq. c.R. Numerus Brittonum et exploratorum Nemaugensium                                                                                    |
| Fortezza di vexillationes legionarie | Mogontiacum           | Mainz-Weisenau             | 39                        | 85                                        | 8,60 ha                                | Legio XIIII Gemina |
| Forte                                |                       | Groß-Gerau                 | 83                        | 110/123                                   |                                        | |
| Forte                                |                       | Gernsheim                  | 83                        | 110?                                      |                                        | |
| Forte                                | Borbetomagus          | Worms                      | Augusto/Tiberio           | Domiziano?                                |                                        | |
| Forte                                | Lopodunum             | Ladenburg                  | 83                        | 110/123                                   |                                        | |
| Forte                                |                       | Heidelberg-Neuenheim       | 83                        | 110/123                                   |                                        | |
| Forte                                | sconosciuto           | Rheingönheim               | Claudio                   | Domiziano                                 |                                        | |
| Forte                                | Noviomagus            | Spira                      | Augusto/Tiberio           | Domiziano                                 |                                        | |
| Vicus                                | Brocomagus            | Brumath                    | Augusto/Tiberio           | V secolo                                  |                                        | |
| Fortino                              |                       | Wagbach                    | Domiziano                 | Traiano                                   |                                        | vexill. Legio I Adiutrix vexill. Legio XIV Gemina vexill. Legio VIII Augusta                                                                                   |
| Forte e Fortezza                     | Argentoratae          | Strasburgo                 | 11 a.C. forte 17 fortezza | V secolo                                  |                                        | Legio VIII Augusta |
| Forte                                |                       | Offenburg                  | 74                        | 110/123                                   |                                        | |
| Fortezza                             | Vindonissa            | Windisch                   | 9/13                      | 100                                       |                                        | legio XI Claudia |
| Forte                                | Brigobannis           | Hüfingen                   | 41-45                     | 80-85                                     | 2,4-3,5 ha                             | |
| Forte (presunto)                     | sconosciuto           | Tuttlingen                 | Claudio                   | Flavi                                     |                                        | |
| Forte di coorte                      |                       | Schramberg (Waldmössingen) | 74                        | 100-110                                   | 2,0 ha                                 | |
| Forte di coorte                      |                       | Sulz am Neckar             | 74                        | 110                                       | 1,45 ha e 1,75 ha                      | |
| Forte                                | Arae Flaviae          | Rottweil                   | 74                        | 110/123                                   |                                        | |
| Forte                                |                       | Geislingen (Häsenbühl)     | 74                        | 100                                       | 2,7 ha                                 | |
| Forte alare                          |                       | Lautlingen                 | 80 circa                  | 85 circa                                  | 6,7 ha                                 | |
| Forte presunto                       | Sumelocenna           | Rottenburg am Neckar       | 83/90?                    | 110/123?                                  |                                        | |
| Forte di coorte                      | Grinario              | Köngen                     | 83/90                     | 150/159                                   | 2,4 ha                                 | |
| Forte di coorte                      |                       | Stuttgart-Bad Cannstatt    | 90                        | 150                                       | 3,1 e 3,7 ha                           | Ala I Scubulorum |
| Forte di coorte                      |                       | Benningen                  | 85                        | 150/159                                   | 2,2 ha                                 | Coh.XXIV Voluntariorum c.R. |
| Forte di coorte                      |                       | Walheim                    | 90/98                     | 159                                       | 2,1 ha                                 | Coh.I Asturum eq. |
| Forte di coorte                      |                       | Heilbronn-Böckingen        | 85/90                     | 150 circa                                 | 2,0 ha                                 | Coh.V Dalmatorum Coh.I Helvetiorum |
| Forte di coorte                      |                       | Bad Wimpfen                | 90                        | 159                                       | 2,6/3,0 ha                             | Coh.II Hispanorum eq. Coh.I Germanorum eq. c.R. |

#### L'avanzata di Traiano (98-110)
Traiano continuò la penetrazione romana nell'area sia come governatore della Germania superiore (attorno agli anni 96-98), sia come imperatore (tra il 98 ed il 100, e poi ancora dopo la conquista della Dacia) con l'avanzamento ad est del fiume Reno, potenziando le fortificazioni lungo il Lahn, il Wetterau ed il Taunus, fino al cosiddetto limes di Odenwald, tratto di frontiera che collegava il fiume Meno presso Wörth, con il medio Neckar a Bad Wimpfen.
| Forte/burgus lungo il limes          | località antica       | località moderna        | dal                       | al                         | Misure                                     | Unità ausiliarie presenti in differenti periodi |
| ------------------------------------ | --------------------- | ----------------------- | ------------------------- | -------------------------- | ------------------------------------------ | --- |
| Forte e porto flotta                 | Antunacum             | Andernach               | Tiberio (20 circa)        | V secolo                   |                                            | Coh.Raetorum vexill. legio VIII Augusta vexill. legio XXX Ulpia Victrix                                                                                  |
| Forte di coorte                      |                       | Heddesdorf              | 89                        | 185                        | 2,8 ha                                     | Coh.II Hispanorum eq. pia fidelis Coh.XXVI voluntariorum c.R.                                                                                            |
| Forte di coorte                      |                       | Bendorf                 | 89                        | 100?/118?                  |                                            | Coh.I Thracum |
| Forte di coorte                      |                       | Niederberg              | 83                        | 260                        | 2,8 ha                                     | Coh.VII Raetorum |
| fortino di numerus                   |                       | Arzbach                 | 100/110                   | 260                        | 0,7 ha                                     | |
| fortino di numerus                   |                       | Bad Ems                 | 100 circa                 | 260                        | 1,3 ha                                     | |
| fortino di numerus                   |                       | Marienfels              | 98 circa                  | 150 circa                  | 1,1 ha e 2,8 ha                            | |
| Fortezza                             | Mogontiacum           | Magonza                 | 13 a.C.                   | 350 circa                  | 36,00 ha                                   | Legio XXII Primigenia |
| Fortino                              | Castellum Mattiacorum | Mainz-Kastell           | 11 a.C.                   | 406                        |                                            | |
| Forte                                | Aquae Mattiacorum     | Wiesbaden               | 6 d.C. 77                 | 16 I periodo; 260? II per. |                                            | vexill. Legio XXII Primigenia vexill. Legio VIII Augusta Ala I Flavia Ala I Scubulorum Ala I Pannoniorum Coh.V Delmatarum Coh.II Raetorum Coh.IV Thracum |
| fortino di numerus e forte di coorte |                       | Heidekringen            | 100 circa                 | ?                          | 0,5 ha                                     | |
| fortino di numerus e forte di coorte |                       | Zugmantel               | 90/98 circa               | 260                        | 0,7 e 1,1 ha (numerus) 1,7 e 2,1 ha (coh.) | Numerus Treverorum Coh.I Treverorum eq. |
| Forte                                |                       | Hofheim am Taunus       | 40?                       | 123                        | 2,15 ha                                    | |
| Forte alare                          | Nida                  | Heddernheim             | 75                        | 110                        | 5,2 ha oltre ad altri 10 forti/fortini     | Ala I Flavia Gemina Coh.XXXII Voluntariorum c.R. Coh.IIII Vindelicorum                                                                                   |
| forte di coorte                      |                       | Saalburg                | 90 o prima                | 260                        | 3,2 ha                                     | II Coh. eq. Raetorum c.R. dal 135 circa |
| Forte                                |                       | Karben-Okarben          | 83?                       | 123                        |                                            | |
| Forte di coorte equitata             |                       | Friedberg               | 90                        | 260                        | 4,0 ha                                     | Coh.I Aquitanorum veterana eq. Coh.IV Aquitanorum eq. Coh.I Flavia Damascenorum mill. eq. sagittariorum                                                  |
| forti di numerus                     |                       | Kapersburg              | 98-100                    | 260                        | 0,8; 1,3 e 1,6 ha                          | numerus Nidensium |
| forte di coorte                      |                       | Langenhain              | 100                       | 185/260                    | 3,2 ha                                     | Legio XXII Primigenia Coh.I Biturigum |
| forti di coorte equitata             |                       | Butzbach                | 90                        | 260                        | 2,8 e 3,3 ha                               | Coh.II Raetorum eq. Coh.II Augusta Cyrenaica eq. Ala Moesica felix torquata                                                                              |
| forte di coorte equitata             |                       | Arnsburg                | 90 o prima                | 260                        | 2,9 ha                                     | Coh.I Aquitanorum veterana eq. Coh.II Aquitanorum eq. Coh.V Dalmatarum                                                                                   |
| forti di numerus                     |                       | Inheiden                | 98-100                    | 260                        | 0,7; 1,1 ha                                | |
| forte di ala e coorte                |                       | Echzell                 | 90                        | 260                        | 5,24 ha                                    | Ala Moesica felix torquata Ala I Flavia gemina Ala Indiana Gallorum Coh.XXX voluntariorum c.R.                                                           |
| forte di coorte                      |                       | Ober-Florstadt          | 90                        | 260                        | 2,8 ha (traianeo)                          | Coh.XXXII voluntariorum c.R. Coh.V Delmatarum |
| forte di numerus                     |                       | Altenstadt              | 90                        | 260                        | 0,9; 1,4 e 1,5 ha                          | |
| Forte e fortino                      |                       | Heldenbergen            | 83                        | 123                        |                                            | |
| Forte di coorte equitata             |                       | Marköbel                | 96/98                     | 260                        | 3,3 ha                                     | |
| Forte coortale                       |                       | Rückingen               | 110/125                   | 260                        | 2,5 ha                                     | Coh.III Dalmatarum pia fidelis |
| Forte coortale                       |                       | Hanau-Salisberg         | 92                        | 110                        |                                            | |
| forte di coorte o numerus            |                       | Hainstadt               | 98?                       | 117?                       | 0,9 ha                                     | |
| Forte coortale                       |                       | Großkrotzenburg         | 105/110                   | 260                        | 2,1 ha                                     | Coh.IV Vindelicorum |
| Forte coortale                       |                       | Seligenstadt            | 100                       | 260                        | 3,0 ha                                     | Coh.I c.R. eq. |
| Forte di coorte                      |                       | Stockstadt am Main      | 90                        | 150? / 260?                | 3,2 ha                                     | Coh.III Aquitanorum eq. c.R. Coh.II Hispanorum eq. Coh.I Aquitanorum veterana eq.                                                                        |
| Forte                                |                       | Niedernberg             | 100                       | 260 circa                  | 2,2 ha                                     | Coh.III Aquitanorum eq. c.R. Coh.I Ligurum et Hispanorum c.R.                                                                                            |
| Forte                                |                       | Obernburg am Main       | 90                        | 260                        | 2,9 ha                                     | Coh.III Aquitanorum eq. c.R. Numerus Brittonum et exploratorum Nemaugensium                                                                              |
| Fortino di numerus                   |                       | Seckmauern              | 100                       | 138                        | 0,6 ha                                     | |
| Fortino di numerus                   |                       | Lützelbach              | 100                       | 159                        | 0,53 ha                                    | |
| Fortino di numerus                   |                       | Hainhaus                | 100                       | 159                        | 0,57 ha                                    | |
| Fortino di numerus                   |                       | Eulbach                 | 100                       | 159                        | 0,55 ha                                    | |
| Fortino di numerus                   |                       | Würzberg                | 100                       | 159                        | 0,6 ha                                     | |
| Fortino di numerus                   |                       | Hesselbach              | 100                       | 159/165                    | 0,6 ha                                     | |
| Fortino di numerus                   |                       | Schloßau                | 100                       | 159                        | 0,6 ha                                     | |
| Forte di coorte                      |                       | Oberscheidental         | 100                       | 159                        | 2,1 ha                                     | Coh.III Dalmatarum Coh.I Sequanorum et Rauracorum eq. |
| Forte di coorte                      |                       | Neckarburken            | 100                       | 159                        | 2,1 ha                                     | Coh.III Aquitanorum eq. c.R. |
| Forte di coorte                      |                       | Bad Wimpfen             | 90                        | 159                        | 2,6/3,0 ha                                 | Coh.II Hispanorum eq. Coh.I Germanorum eq. c.R. |
| Forte di coorte                      |                       | Heilbronn-Böckingen     | 85/90                     | 150 circa                  | 2,0 ha                                     | Coh.V Dalmatorum Coh.I Helvetiorum |
| Forte di coorte e fortino di numerus |                       | Walheim                 | 90/98 115/125             | 159                        | 2,1 e 0,7 ha                               | Coh.I Asturum eq. |
| Forte di coorte                      |                       | Benningen               | 85                        | 150/159                    | 2,2 ha                                     | Coh.XXIV Voluntariorum c.R. |
| Forte di coorte                      |                       | Stuttgart-Bad Cannstatt | 90                        | 150                        | 3,1 e 3,7 ha                               | Ala I Scubulorum |
| Forte di coorte                      | Grinario              | Köngen                  | 83/90                     | 150/159                    | 2,4 ha                                     | |
| Forte renano                         |                       | Groß-Gerau              | 83                        | 110/123                    |                                            | |
| Forte                                |                       | Gernsheim               | 83                        | 110?                       |                                            | |
| Forte                                | Lopodunum             | Ladenburg               | 83                        | 110/123                    |                                            | |
| Forte                                |                       | Heidelberg-Neuenheim    | 83                        | 110/123                    |                                            | |
| Forte e Fortezza                     | Argentoratae          | Strasburgo              | 11 a.C. forte 17 fortezza | V secolo                   |                                            | Legio VIII Augusta |
| Forte                                |                       | Offenburg               | 74                        | 110/123                    |                                            | |
| Forte di coorte                      |                       | Sulz am Neckar          | 74                        | 110                        | 1,45 ha e 1,75 ha                          | |
| Forte                                | Arae Flaviae          | Rottweil                | 74                        | 110/123                    |                                            | |
| Forte presunto                       | Sumelocenna           | Rottenburg am Neckar    | 83/90?                    | 110/123?                   |                                            | |

#### Il definitivo potenziamento dellimesgermanico-retico sotto Adriano, Antonino Pio e Commodo (123-185)
Il successore di Traiano, Adriano, contribuì ad un ulteriore avanzamento verso est del limes, da Osterburken a Lorch, potenziando l'intera linea difensiva iniziando a realizzare una serie di palizzate a protezione di forti, fortini e torri di avvistamento in legno, sostituiti con altri in pietra. Ma è sotto Antonino Pio (nel periodo 145-159) che molte delle torri e dei forti in legno, furono ricostruiti interamente in pietra. A ciò aggiungiamo che si ebbe il definitivo avanzamento del limes di oltre 30 km ad est della precedente linea dell'Odenwald-Neckar, definitivamente abbandonata. Il tratto di limes che andò così creandosi, congiungeva i due grandi fiumi, Reno e Danubio, partendo da Rheinbrohl, vicino Neuwied, e raggiungendo Kelheim, dopo ben 548 km di strade, fortificazioni, torrette di avvistamento, fossati, agger e palizzata.
Sotto Caracalla, potrebbero essere stati aggiunti ulteriori sbarramenti, fossati, palizzate e terrapieni, in seguito alle prime invasioni degli Alemanni del 213, i quali continuarono a guerreggiare con i successori, da Alessandro Severo a Massimino il Trace, fino a Gallieno.

#### Dopo Gallieno (post260)
Attorno al 260 i territori che formavano una rientranza tra Reno e Danubio, a sud del cosiddetto Limes germanico-retico (gli Agri decumates) furono abbandonati dall'imperatore Gallieno, a vantaggio delle popolazioni sveve degli Alemanni che da oltre un cinquantennio premevano lungo i suoi confini. A questo anno sembrano infatti attribuibili i numerosi segni di distruzione lungo questo tratto di Limes a Kempten, Bregenz, Grenoble e Losanna e la riapertura della fortezza legionaria di Vindonissa e dei forti ausiliari di Castrum Rauracense (presso Augusta Raurica) e della moderna Basilea. Non a caso l'iscrizione rinvenuta sull'altare di Augusta ricorda una vittoria contro le genti germaniche di Semnoni e Iutungi, nell'anno in cui Postumo era già augusto e console insieme ad un certo Onoraziano.

### Dimensione dell'esercito provinciale
Qui sotto trovate una tabella che riassume le forze presenti nella provincia della Germania superiore a partire dall'Imperatore Tiberio agli Antonini:
| Imperatori | Anni    | Totale  | Legionari | Ausiliari | di cui                          |
| Tiberio    | 14-37   | 42.000? | 22.000    | 20.000?   | 4 legioni                       |
| Domiziano  | 90      | 28.500  | 16.500    | 12.000    | 3 legioni, 4 alae e 14 cohortes |
| Traiano    | 116     | 23.500  | 11.000    | 12.500    | 2 legioni, 2 alae e 17 cohortes |
| Adriano    | 130     | 24.000  | 11.000    | 13.000    | 2 legioni, 3 alae e 16 cohortes |
| Antonini   | 138-192 | ...     | 11.000    | ...       | 2 legioni                       |

## Geografia politica ed economica
Il confine fortificato, oggi patrimonio dell'umanità UNESCO, che da Bonna congiungeva Castra Regina lungo il lato orientale della provincia, costituiva il tratto del Limes Germanicus commercio di vino e birra legname 
Le città principali erano:
- Besançon (Vesontio)
- Strasburgo (Argentoratae)
- Wiesbaden (Aquae Mattiacae)
- Augst (Augusta Raurica) 20 km a est di Basilea
- la capitale, Magonza (Mogontiacum).